# C/1825 V1
Komet Pons ali C/1825 V1 je komet, ki ga je odkril francoski astronom Jean-Louis Pons 7. novembra 1825 v Italiji.

## Značilnosti
Njegova tirnica je bila parabolična. Soncu se je najbolj približal 22. aprila 1826, ko je bil na razdalji približno 2,0 a.e. od Sonca.